# Ameiurus
Ameiurus is een geslacht van straalvinnige vissen uit de familie van de Noord-Amerikaanse katvissen (Ictaluridae). Het geslacht werd voor het eerst wetenschappelijk beschreven in 1820 door Constantine Samuel Rafinesque.

## Soorten
De volgende soorten zijn bij het geslacht ingedeeld:
- Ameiurus brunneus (Jordan, 1877)
- Ameiurus catus (Linnaeus, 1758)
- Ameiurus melas (Rafinesque, 1820) – Zwarte dwergmeerval
- Ameiurus natalis (Lesueur, 1819)
- Ameiurus nebulosus (Lesueur, 1819) – Bruine dwergmeerval
- Ameiurus platycephalus (Girard, 1859)
- Ameiurus serracanthus (Yerger & Relyea, 1968)

## Uitgestorven soorten
- † Ameiurus hazenensis
- † Ameiurus lavetti
- † Ameiurus leidyi
- † Ameiurus macgrewi
- † Ameiurus pectinatus
- † Ameiurus reticulatus
- † Ameiurus sawrockensis
- † Ameiurus vespertinus